# Izabela
Izabela je  žensko osebno ime.

## Izvor imena
Ime Izabela izhaja iz italijanskega ali španskega  imena Isabella. To ime je lahko nastalo iz hebrejskega imena Jezabel ali Isabel z domnevnim pomenom »nedotakljiva« 

## Različice imena
Isa, Isabela, Iza, Izabel

## Tujejezikovne oblike imena
- pri Italijanih, Fincih: Isabella
- pri Špancih, Portugalcih: Isabel

## Pogostost imena
Po podatkih Statističnega urada Republike Slovenije je bilo na dan 31. decembra 2007 v Sloveniji število ženskih oseb z imenom Izabela: 149.

## Osebni praznik
V koledarju je ime Izabela zapisano 22. februarja (Izabela, francoska redovnica, † 22.feb. 1270) in 4. julija (Izabela, portugalska kraljica, † 4.julija 1336).